# Svrčovec (tvrz)
Svrčovec je zaniklá tvrz ve stejnojmenné vesnici u Dolan v okrese Klatovy. Založena byla ve druhé polovině patnáctého století a jako panské sídlo sloužila do první poloviny sedmnáctého století. Později byla využívána k hospodářským účelům, a nakonec rozparcelována a zastavěna novodobými domy. Z tvrze se dochoval příkop a části zdí využitých mladší zástavbou. Areál bývalé tvrze je chráněn jako kulturní památka ČR.

## Historie
Staviteli tvrze byli páni ze Svrčovce, kteří až do patnáctého století sídlili na blízkém Komošíně. Když jim hrad přestal vyhovovat, vybudovali ve druhé polovině patnáctého století rozsáhlou tvrz ve Svrčovci. První písemná zmínka o ní pochází z roku 1510, kdy již patřila bratrům Janovi a Hynkovi Kanickým z Čachrova, kteří pustý hrad Komošín, tvrz Svrčovec se dvorem a dalším příslušenstvím prodali Janu Jeníškovi z Újezda. K tomu Jan Jeníšek koupil i Štěpánovice a Tupadly.
Jan Jeníšek z Újezda zastával funkci místokomorníka Království českého. Jeho dcera Alžběta se provdala za humanistu Jana Hodějovského z Hodějova. Po otcově smrti se majetku ujali synové Vilém, Jan, Burjan, Vladislav, Jindřich a Přibík. Nejprve hospodařili společně, ale Vilém si jako první nechal od bratrů vyplatit svůj podíl ve výši 4500 kop. Ostatní bratři se později rozdělili tak, že polovinu Svrčovce dostal Jan a druhou některý z dalších bratrů. Jan roku 1606 zastřelil bratra Viléma, za což byl obžalován Jindřichem. Ten ale bezdětný zemřel, a jeho majetek si rozdělili zbývající bratři. Jejich podíly v roce 1617 koupil Přibík, a stal se tak majitelem poloviny tvrze, Dehtína, Štěpánovic a části Vícenic. Roku 1622 od Jana přikoupil i druhou polovinu svrčovecké tvrze. Během pobělohorských konfiskací Přibík působil jako prokurátor, a podařilo se mu výrazně rozšířit své jmění. V roce 1623 prodal Svrčovec a Štěpánovice klatovským jezuitům a vymínil si u nich, že příslušníci jeho rodu budou pohřbíváni ve štěpanovickém kostele svatého Michala.
Jezuité připojili obě vesnice k dolanskému panství, u kterého zůstaly až do zrušení poddanství. V roce 1805 se majiteli panství stali Černínové z Chudenic. Za nich byl ve svrčovecké tvrzi zřízen pivovar a ve třicátých letech devatenáctého století přádelna vlny. Nakonec byla tvrz rozdělena na sedm parcel, na kterých byly postaveny domy.

## Stavební podoba
Tvrziště má okrouhlý půdorys vymezený pozůstatky vodního příkopu. V jeho areálu byly po požáru v roce 1918 postaveny domy čp. 13, 17, 36, 55, 66, 68 a 70. V jejich zdech se dochovalo zdivo původní tvrze a v přízemí také kamenné a cihelné valené klenby s lunetami. Součástí jedné z budov je také gotický portál ze šestnáctého století.